# Theodore Dru Alison Cockerell
Theodore Dru Alison Cockerell (1866–1948) là một nhà động vật học người Mỹ, sinh ra tại London, Anh, là anh em của Sydney Cockerell. Ông học ở Middlesex Hospital Medical School, và sau đó nghiên cứu thực vật học tại Colorado trong những năm 1887-1890. Sau đó, ông trở thành một nhà phân loại học và xuất bản nhiều tài liệu về bộ cánh màng, bộ cánh nửa và động vật thân mềm cũng như về cổ sinh vật học và tiến hóa.

## Cuộc sống cá nhân

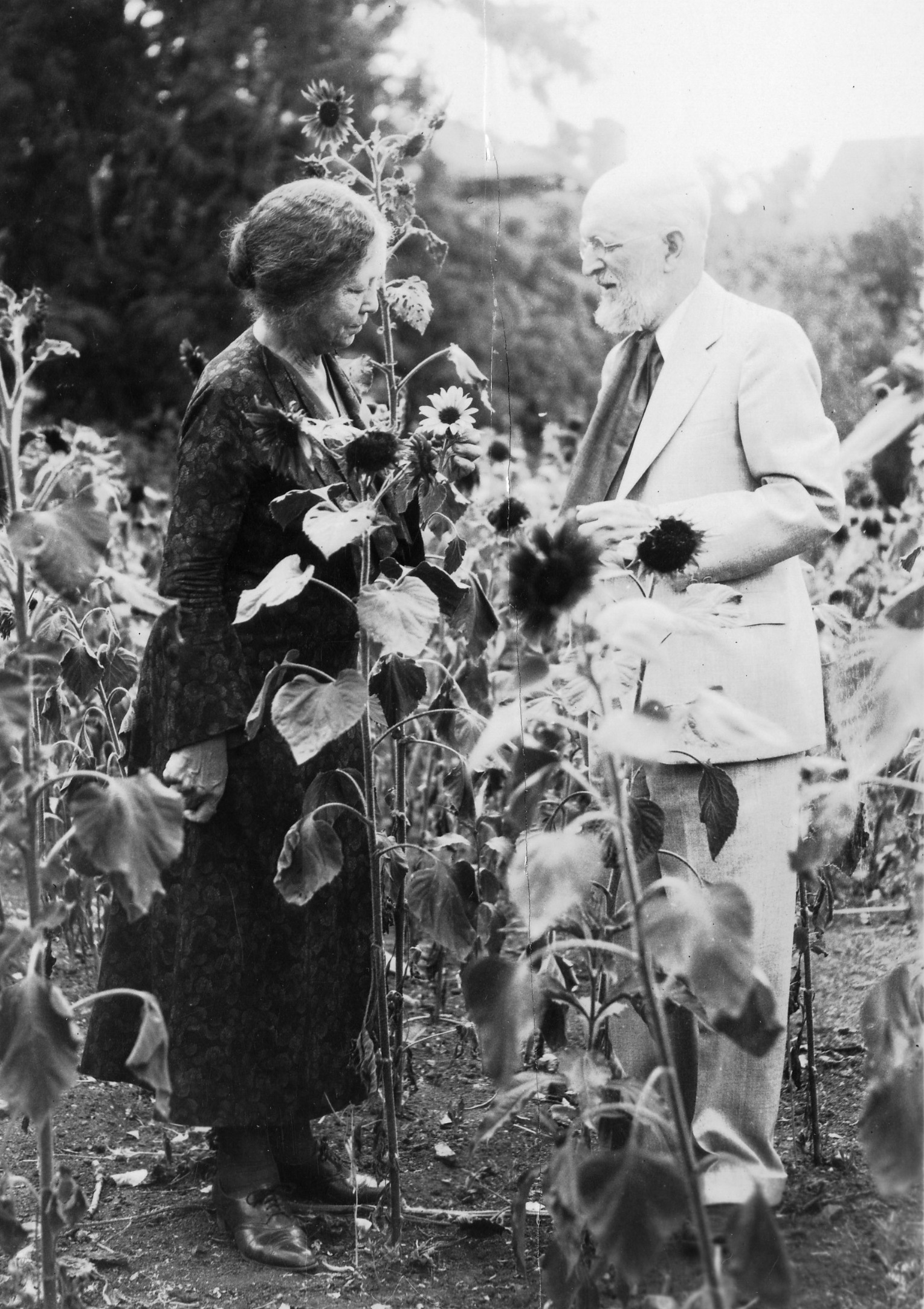
Cockerell cùng vợ mình Wilmatte Porter Cockerell năm 1935

Cockerell sinh ra ở Norwood, Đại London và qua đời ở San Diego, California.
Ông kết hôn với Annie Penn vào năm 1891 (năm 1893) và Wilmatte A. Porter năm 1900. Năm 1901, ông đặt tên Mexichromis porterae là màu xanh da trời để tôn vinh bà. Trước và sau cuộc hôn nhân vào năm 1900, họ thường tập các cuộc thám hiểm cùng nhau và tập hợp một thư viện tư nhân lớn về các bộ phim lịch sử tự nhiên mà họ cho thấy cho học sinh và cộng đồng để thúc đẩy sự nghiệp bảo vệ môi trường.
Sau khi chết, ông được chôn cất tại Nghĩa trang Columbia, Boulder, Colorado. 